# 总经理
總經理（英語：General Manager，缩写：GM）在單一中小企業，總經理通常就是整個組織裡職務最高的管理者與負責人、統籌各業務部門的事務，位階僅次於董事長。而在規模較大的組織裡，例如跨國企業、大型企業，總經理的角色是其某個關係企業、事業體或分支機構的最高行政負責人，其權限以其僱傭合約條款及工作範圍為準。一般中小公司或分公司通常只有一個總經理或董事總經理。

## 實務情況

### 股份有限公司
General Manager（中譯：總經理）的英文職銜一般在股份有限公司中不常使用，通常是以 President 來譯作總裁／總經理，或改以 CEO 執行長來取代。
在傳統英文企業組織架構中，President（中譯：總裁／總經理）指的是股份有限公司非股東專業經理人所能擔任的最高職位，等同執行長（CEO），類似古代宰相概念，象徵企業「經營權」。一般來說，科技業較偏好執行長（CEO）職稱；傳統產業較常用 President（中譯：總裁／總經理）；至於 General Manager（中譯：總經理）比較罕見，一般會在旅館服務業、球隊經營團隊或未設立董事會的中小企業才使用 GM 這個英文職稱。
而董事長（Chairman of the Board）則是資方代表，類似君主概念，象徵企業「所有權」。總裁、執行長、總經理三者在股份有限公司企業組織架構中的共同點是，皆由董事會或董事長任命授權，執行並負責企業的實際營運，是公司「經營權」代表。

### 未設置董事會之中小企業
在日韓企業中，President 等同社長職稱（總裁／總經理），且日韓中小企業（有限公司）不一定設有會長（董事長）和董事會，所以 President（社長）在日韓經常是指中小企業負責人。當 President 被作為公司負責人職稱使用時，則 General Manager 便會被採用為總經理的英文職稱。
各國中小企業（有限公司）或新創立的公司，也不一定有設有董事會，且企業擁有權與經營權集中於創辦人或負責人一人身上，則此時 President 職稱就代表公司實際負責人。這也是造成中文裡 President 常被誤翻譯成董事長（中小企業可能沒有董事會，不一定有董事長職稱），導致與總裁、總經理職稱混淆的原因之一。
在台灣中小企業（有限公司）中，公司負責人是由股東推派出至少一位董事，但也不一定設有董事會或董事長。所以許多台灣中小企業實際負責人和日韓中小企業一樣為 President（社長）。但民眾普遍慣稱公司負責人為董事長，因此經常出現 President（社長／總裁／總經理）誤翻譯為董事長的情形。

## 職級對照
| 中文                                                                                           | 英文 | 日語       | 韓語                         |
| ---------------------------------------------------------------------------------------------- | ---- | ---------- | ---------------------------- |
| 董事長、董事會主席                                                                             | ;    | 、         | 會長（）、理事會會長（）     |
| 副董事長、董事會副主席                                                                         |      | 、         | 副會長（）、理事會副會長（   |
| 行政總裁、总裁、董事總經理、总经理（中小企業最高管理人，大型企業集團子公司或事業群最高管理人） |      | （）、（） | （）、（）                   |
| 副總裁、副總經理                                                                               |      | （）       | （）                         |
| 代表董事、公司代表人、法人代表（日韓專屬職務）                                                 |      |            | 代表理事（）                 |
| 執行董事、常務董事                                                                             |      | 、         | 專務（）、常務理事（）       |
| 董事                                                                                           |      | 、         | 理事（）                     |
| 協理、總監、事業群／區域總經理                                                                 |      | 、         | 本部長（）                   |
| 部門（部）處長、（資深）經理                                                                   |      | （）       | （）                         |
| 部門副經理                                                                                     |      | （）       | （）                         |
| 部門（科）課長、（大）組長（以上為主管職）                                                     |      | 、         | 室長（）、課長（）、組長（） |
| 專案經理、小組長、主任、督導員                                                                 |      | 、         | 代理（）、主任（）           |
| 職員                                                                                           |      | （）、（） | （）、（）                   |
| 約聘（僱）、派遣職員、契約員工                                                                 |      | （）       | （）                         |
| 论 编                                                                                          |      |            |                              |